# Årby gravfält

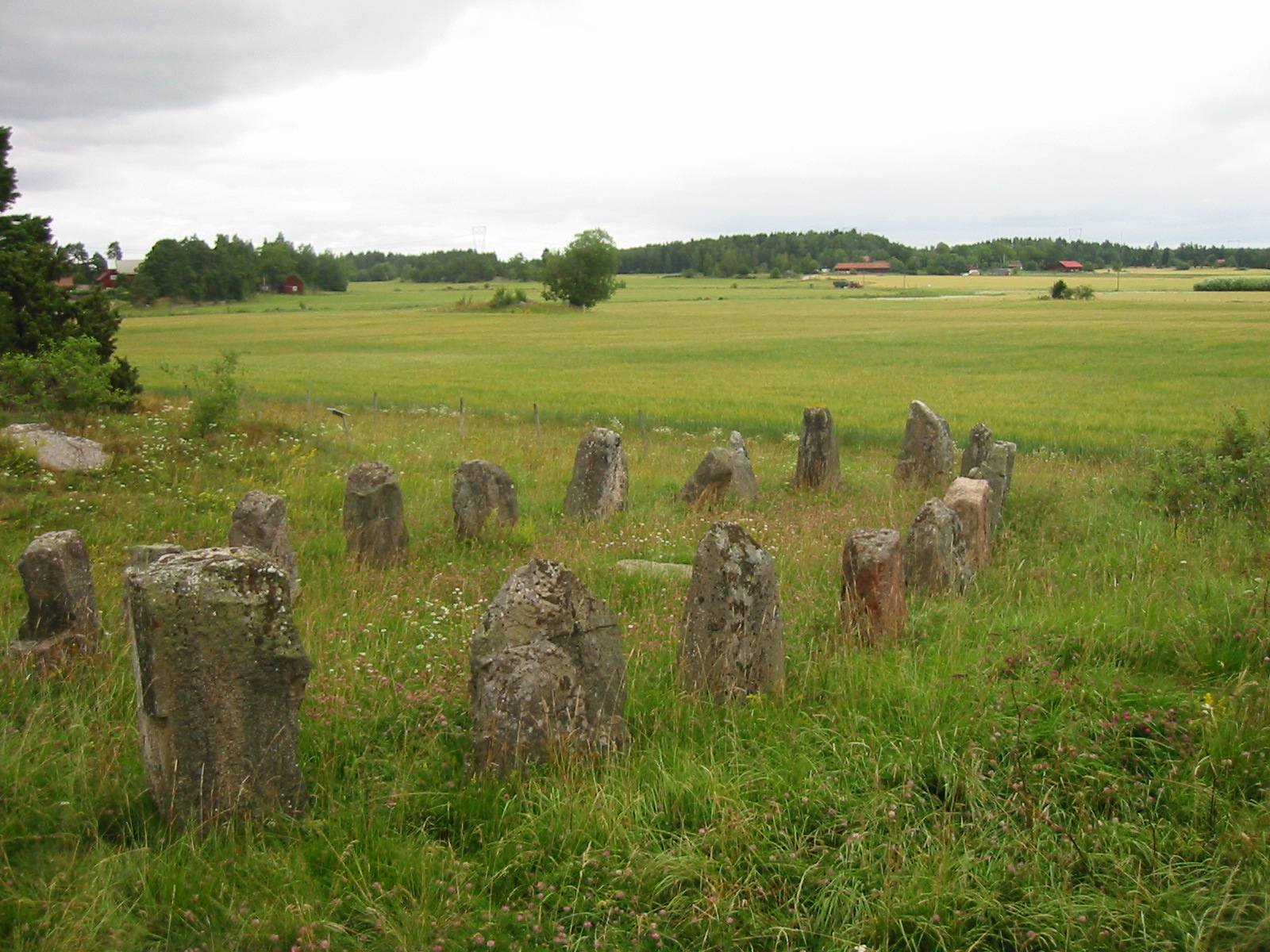
Skeppssättningen på Årby gravfält.

Årby gravfält ligger i Svedvi socken i Hallstahammars kommun i Västmanland, cirka 3 km nordost om Kolbäck. Gravfältet är från yngre järnåldern och har ett vackert läge på en åsplatå mitt i en jordbruksbygd.
Gravfältet är 150 gånger 60 meter stort och består av omkring 47 fornlämningar. Dessa utgörs av tre gravhögar, 35 stensättningar, två domarringar och två skeppssättningar samt sex resta stenar, varav fem omkullfallna. Av stensättningarna är 25 runda, åtta kvadratiska, en tresidig och en skeppsformig. En av gravhögarna är två meter hög och 18 meter i diameter.  